# Пстрак Ярослав Васильович
Яросла́в Васи́льович Пстрак (24 березня 1878, смт Гвіздець, Коломийський район, Івано-Франківська область — 16 березня 1916, Харків) — український живописець і графік.

## Біографія

### Дитинство
Батько Ярослава Пстрака був скульптором і різьбярем по дереву, мав спеціальну освіту. Мати — Вінцента Левицька — сестра художника Миколи Левицького — походила з Буковини. 1879 року родина Пстраків переїхала до Коломиї. Батькові було важко забезпечити велику сім'ю із семи осіб, тому в домі завжди панували нестатки.
Потяг до малювання пробудився в Ярослава рано. Вже п'ятирічним хлопчиком він малював де тільки можна: на клаптиках паперу, стінах, дошках. Батьки підтримували любов сина до малювання, коли треба було, підправляли його «роботи».
Закінчивши початкову школу, десятирічний Ярослав вступив до Коломийської гімназії. Серед товаришів мали успіх його карикатури та дружні шаржі. Захопившись малюванням, Ярослав занедбав навчання — і його виключили з гімназії. За клопотанням батька і вчителя малювання Валеріана Крицінського хлопця поновили в гімназії, але пізніше за карикатури на вчителів і погане навчання виключили вдруге.
На той час Пстрак уже мав певні навички з рисунка, олійного й акварельного живопису. Перші відомості з живопису він одержав від батька, від учителя малювання Валеріана Крицінського, а також від художників, які були частими гостями у батьківському домі (Микола Левицький, Корнило Устиянович та ін.). Часті поїздки з батьком у гірські села дали багатий матеріал для акварелей, які вже тоді мали успіх серед любителів мистецтва.
Здібному юнакові потрібно було здобути художню освіту, але родина Пстраків бідувала: батько не мав замовлень, усе більше дошкуляли податки, кредитори припинили давати гроші в борг. Все це призвело до того, що дім Пстраків конфіскували, батько покинув родину, а мати не перенесла горя й померла. П'ятеро дітей залишились сиротами.

### Навчання в Мюнхені та перші успіхи
Деякий час Ярослав змушений був сам заробляти собі на життя.
1895 року за допомогою меценатів талановитий юнак потрапив у Мюнхен до академії мистецтв. Вступивши до академії, Пстрак із запалом береться за навчання. Захопившись пастельним живописом, він незабаром оволодіває цією складною технікою.
Молодий художник особливо цікавиться портретним жанром.
Закінчивши 1899 року Мюнхенську академію мистецтв, художник повернувся до Львова. У цей час у Львові Пстрака знають як портретиста й ілюстратора журналів і гумористично-сатиричних видань.
Співробітництво в сатиричній пресі було поштовхом до систематичних натурних зарисовок різних сцен і типажів, які художник робив на вулицях, ринках, кафе, театрах. Творчість цього періоду не обмужується тільки роботою в гумористичних виданнях. Він працює і як живописець, малює чимало портретів і жанрових сцен.

### Гуцульщина

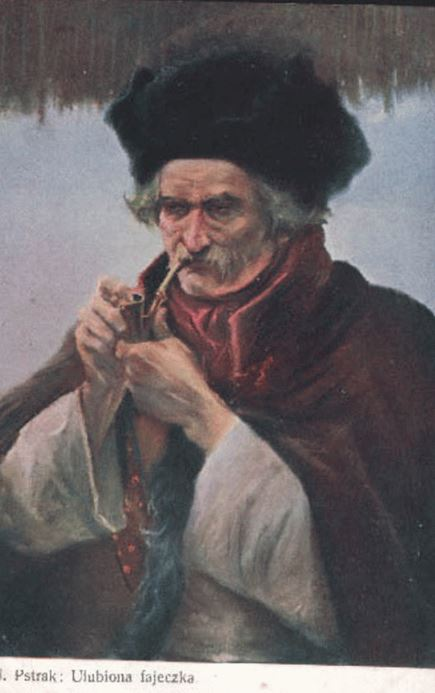
Гуцул із люлькою

1901 року художник здійснив подорож по Західній Європі, де ознайомився з мистецькими досягненнями того часу.
Повернувшись на Батьківщину, Пстрак остаточно поселяється у Львові. Тут він виконав чимало портретів на замовлення місцевої інтелігенції. Тоді ж художник розписав кілька церков на Гуцульщині (села Розтоки, Ільці та Верховина). У селі Ільці розписав церкву спільно з художником Осипом Куриласом. Розписи ці збереглися до нашого часу.
Після повернення з Мюнхена Пстрак подовгу жив у селі Корничі, що біля Коломиї. Тут він писав портрети селян, побутові сцени, місцеві краєвиди.
1903 року художник удруге їде на Гуцульщину, де працює над рядом картин з народного життя, робить багато зарисовок і ескізів. З цього періоду (1903—1907) збереглось чимало картин і рисунків.

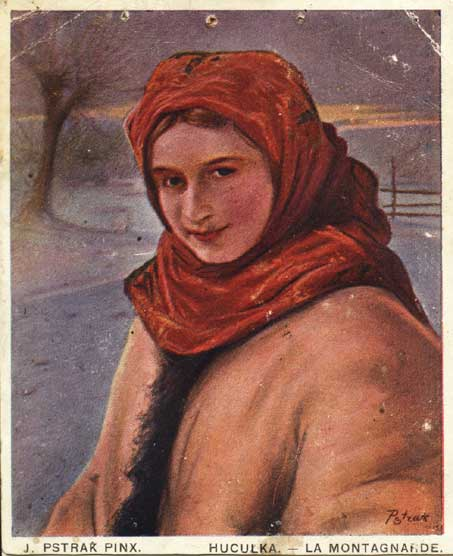
Гуцулка

На Гуцульщині Пстрак не залишав улюбленого жанру — ілюстрації. Він робив рисунки до журналів, що виходили в Коломиї. 1907 року Пстрак повернувся до Львова.
Крім роботи в гумористично-сатиричних журналах, художник виконував ілюстрації до літературних творів, зокрема проілюстрував читанку західноукраїнського письменника Антона Крушельницького, зробив ілюстрації до повістей Миколи Гоголя, Івана Франка та інших письменників.
Упродовж усієї творчої діяльності Пстрак працював над пейзажами рідного Прикарпаття. Особливо багато у художника пейзажів з пам'ятками архітектури. Він милується своєрідністю дерев'яної архітектури 16-18 століть, щиро захоплюється майстерністю народних будівельників. У ряді картин Пстрак відтворює архітектурні пам'ятки Львова. Серед них — «Вид на вулицю Руську», «Львівський оперний театр», «Вид на вежу Корняктів, костьол кармелітів і вежу Львівської ратуші» тощо.
1909 року художник утретє вибрався на Гуцульщину. З невеликими перервами він перебував там аж до 1913 року. То була його остання поїздка в рідну Коломийщину. Тут він і далі малював портрети простих людей, виконав серію робіт, присвячену народним звичаям, в якій розповів про місцеві традиції, з якими так тісно було пов'язане життя галицького села:
- «Свячення паски»,
- «Великоднє стріляння»,
- "Обливаний понеділок,
- «Дзвонарі»,
- «Писанки»,
- «Колядники»,
- «Йордан» тощо.

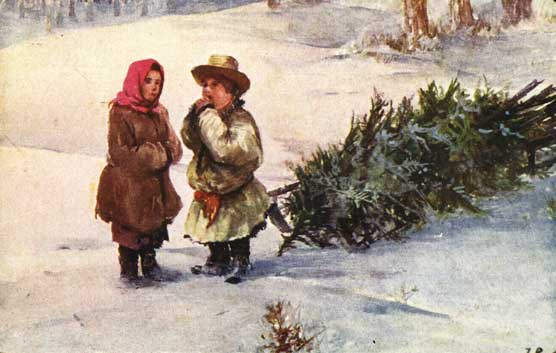
Листівка «З Різдвом Христовим! (Діти з ялинкою)»

Пстрак був під великим впливом народної поезії і всієї передової української літератури. Віддаючи данину глибокій повазі до великого українського поета, він малює портрет Тараса Шевченка. У столітній ювілей Кобзаря, що відзначався 1914 року, з цього портрета було видано кольорову листівку, що широко розповсюджувалася серед населення.

### Останні роки життя
1913 року Пстрак знову у Львові. Тут він малює портрети місцевої інтелігенції. Відомі кілька його робіт з цієї серії. Це портрети:
- фінансового радника М. Русина,
- ветеринарного лікаря К. Кучурака,
- громадського діяча і письменника І. Наумовича та ін.

До останніх робіт Пстрака, які збереглися, належать сім міфологічних сцен, датованих 1915 роком. Це остання данина мюнхенській школі. Різні міфологічні мотиви, що зображені художником, трактовані в академічній манері з рисами класицизму.
Широка популярність Пстрака не врятувала його від матеріальних нестатків. Перша світова війна і злидні остаточно підірвали його здоров'я. Почався прогресуючий розлад нервової системи. Виснажений хворобою і голодом, художник покидає Львів. Наприкінці 1915 року він їде до Харкова, де його влаштовують у військовий шпиталь. Там навесні 1916 року Пстрак і помер.

## Творчість

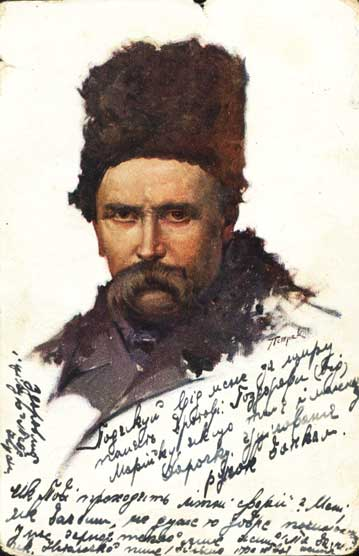
Листівка «Тарас Шевченко»

Побутові картини переважно з гуцульською тематикою («Лірник», «Бездомні», «Через кладку», «Гуцул», «Гуцулка з свічкою», «Мати з дитиною»), історичною («Козак з полоненим яничаром», «Олекса Довбуш» та ін.), портрети (Тараса Шевченка).
Пстрак працював також у графіці, ілюстрував журнали «Комар», «Оса», «Нове Слово» і повісті Івана Франка «Захар Беркут» та Миколи Гоголя «Тарас Бульба».

### Листівки
У 1910-х роках твори Пстрака були популярні з кольорових репродукцій на листівках.
Ажіотажний попит на вітальні художні листівки, особливо різдвяної та великодньої тематики, що виник у середовищі галичан на початку 20 століття і став доброю традицією, залучив до поліграфічної справи найкращі тогочасні малярські таланти. На період зрілої творчості Пстрака припадає «золотий вік» українських листівок, чому, безперечно, прислужився і сам Ярослав. За його оригіналами лише впродовж 1912—1914 років львівський видавець Григорій Гануляк видрукував, за оцінками Михайла Забоченя, 120 поштових карток. Особливо великим тиражем розійшлася по західноукраїнських землях яскрава листівка з портретом Тараса Шевченка пензля Пстрака, випущена видавництвом «Русалка» до сторічного ювілею Кобзаря (1914 рік).

## Пам'ять
Іменем Ярослава Пстрака названо:
- вулиці у Львова, Івано-Франківську, Коломиї,
- Коломийську дитячу художню школу.

Дуже багато для популяризації творчої спадщини Ярослава Пстрака та його імені зробив мистецтвознавець Михайло Фіґоль. 1966 року він видав монографію «Ярослав Васильович Пстрак». 1997 року побачила світ (у співавторстві з мистецтвознавцем Олександром Федоруком) його повість «Радість і смуток Ярослава Пстрака».
У заснованій 2003 року в Коломиї серії альбомів «Українське мистецтво у старій листівці» першим побачив світ випуск «Творчість Ярослава Пстрака у поштовій листівці». Це найповніше видання, яке містить зображення й описи 176 поштових карток, виданих при житті художника. В альбомі подано дослідження мистецтвознавця Михайла Фіґоля та статтю відомого українського філокартиста Михайла Забоченя.